# 孙中山先代故乡旧址
孙中山先代故乡旧址，位于中国广东省东莞市东莞市长安镇上沙村，为东莞市的一个市、县级文物保护单位，类型为近现代重要史迹及代表性建筑，公布时间为2004年1月8日。
孙中山先代故乡旧址的历史年代为清－民国。